# Kirjat Belz

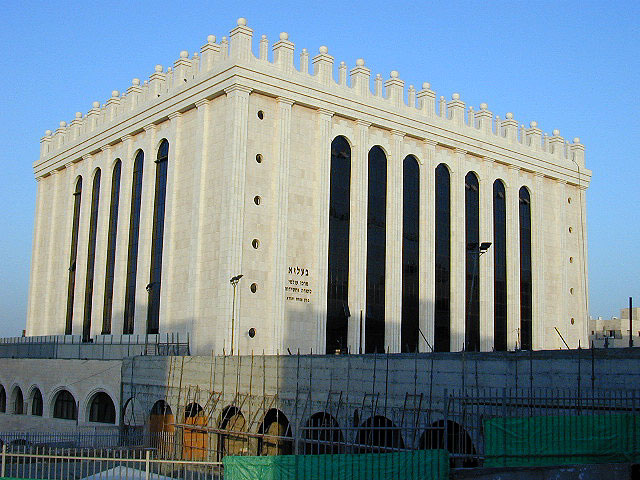
Bejt midraš Belz v Kirjat Belz

Kirjat Belz též Kirjat Belza (hebrejsky: קריית בעלז nebo קריית בעלזא, doslova Belzské město) je městská čtvrť v severozápadní části Jeruzaléma v Izraeli.

## Geografie
Leží v nadmořské výšce přes 750 metrů, cca 3 kilometry severozápadně od Starého Města. Na jihu s ní sousedí čtvrtě Romema a Šikun Chabad, na východě Kirjat Sanz, na západě Kirjat Unsdorf. Nachází se na okraji vyvýšené planiny, která dál k severu spadá prudce do údolí potoka Sorek, respektive jeho přítoku Nachal Chajil. Populace čtvrti je židovská.

## Dějiny
Vznikla v 60. letech 20. století pro ultraortodoxní Židy chasidského směru, kteří navazují na bývalou chasidskou komunitu ve městě Belz v Haliči (dnes Ukrajina). V tomto městě vznikla vlivná belzská chasidská dynastie. Uprostřed čtvrti se nachází institut Bejt midraš Belz.